# 13235 Isiguroyuki
13235 Isiguroyuki eller 1998 HT42 är en asteroid i huvudbältet som upptäcktes den 30 april 1998 av den japanske amatörastronomen Tomimaru Okuni vid Nanyō-observatoriet. Den är uppkallad efter amatörastronomen Nobuyuki Ishiguro.